# 洛城警局兰帕特分局丑闻

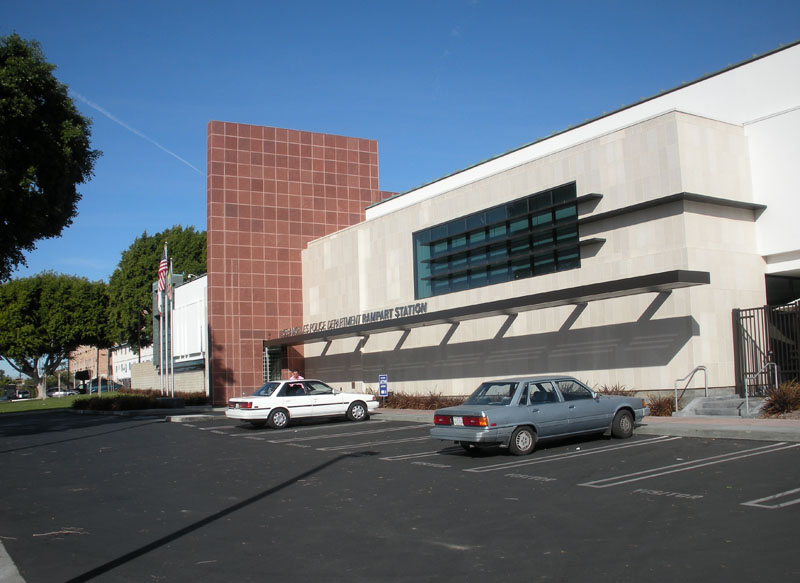
兰伯特分局新貌

蘭帕特分局丑闻（英語：Rampart scandal）是指1990年代末美國加州洛杉矶警察局兰伯特分局下属的反街头流氓公众资源聚合部反黑小组（缩写为「CRASH」）所涉及的大规模警察腐敗案件。超过70名隶属于或与兰伯特分局CRASH小组有关的警官被指控涉嫌怠忽职守，使该案成为美国历史上最广为人知的警察瀆職之一。案件中认定的罪行包括非法开枪、非法殴打、伪造证据、作伪证、陷害、偷窃、麻醉品地下交易、打劫银行以及在这些不法活动中掩盖证据。
在這70名被指控的警官中，有足夠證據對58人進行內部行政審查。然而，最終只有24人被確認有違法行為，其中12人被處以不同程度的停職，7人被迫辭職或退休，5人被解僱。由於蘭帕特CRASH警官提供虛假證據和作偽證，導致106起先前的刑事定罪被推翻。
這起醜聞引發了140多起針對洛杉磯市的民事訴訟，估計使該市付出約1.25億美元的和解金。部分因為這起醜聞，洛杉矶市長詹姆斯·哈恩在2002年沒有重新聘用警察局長伯納德·C·帕克斯，這被認為是哈恩在2005年市長選舉中敗給安東尼奧·維拉萊格薩的重要原因之一。

## 時間線

### 警官凱文·蓋恩斯的路怒槍戰
1997年3月18日下午4點左右，洛杉矶警察局臥底警官法蘭克·萊加在一次路怒事件中自衛開槍打死了兰伯特分局CRASH小組的便衣警官凱文·蓋恩斯。
根據萊加和其他目擊者的說法，蓋恩斯駕駛他的綠色三菱Pajero靠近萊加的別克車，並對萊加做出幫派手勢。隨後，蓋恩斯跟隨萊加，並揮舞著一把.45 ACP手槍。萊加取出他的槍並用腳踏板啟動的隱藏無線電呼叫支援，說道：「嘿，我遇到麻煩了！有個黑人開著一輛綠色吉普車朝我這裡來！他有槍！」在一個紅綠燈前停下時，萊加後來作證說，他聽到蓋恩斯喊道：「我要殺了你。」萊加隨即用他的9×19毫米貝瑞塔92手槍向蓋恩斯的SUV連開兩槍，其中一顆子彈射入了蓋恩斯的心臟。萊加最後一次無線電傳輸說：「我剛剛射擊了這個人！需要幫助！快來這裡！」
萊加報告說，蓋恩斯首先拔槍，他是出於自衛。萊加在公共广播电视公司的《Frontline》節目中接受訪問時表示，「根據我的訓練經驗，這個人看起來就像是一個幫派成員。」在蓋恩斯的車內發現了一張死囚唱片的精選CD，當時他正在聽死囚唱片的歌曲《No Vaseline》。
在隨後的調查中，洛杉矶警察局發現蓋恩斯顯然曾涉及類似的路怒事件，通過揮舞槍支威脅其他司機。調查還揭示了蓋恩斯與死囚唱片唱片公司及其有爭議的所有者兼CEO蘇格·奈特的關聯。
調查人員得知死囚唱片唱片公司據稱與血幫有關，並僱用了休班的洛杉矶警察局警官作為保安。經過三次內部調查，萊加被證明沒有不當行為。洛杉矶警察局得出結論，萊加的射擊是「符合政策的」，並非出於種族或不當動機。
事發三天內，蓋恩斯的家人聘請了律師約翰尼·科克倫並對洛杉磯市提起了2500萬美元的非正常死亡訴訟。最終，該市與科克倫達成了25萬美元的和解。萊加對城市達成和解感到憤怒，因為這使他失去了完全洗清自己名字的機會。法官斯科特勒寫信給洛杉矶警察局局長伯納德·C·帕克斯表示，「如果這件事由我來裁決，我會判洛杉磯市勝訴。」斯科特勒的信指控和解的原因是政治考量，即市檢察官詹姆斯·哈恩計劃競選市長，並希望討好黑人選民。

### 警官大衛·麥克的銀行搶劫案
1997年11月6日，洛杉磯的一家美國銀行分行遭到武裝搶劫，搶匪偷走了72.2萬美元。經過一個月的調查，銀行副理艾羅琳·羅梅羅坦承參與了這起犯罪，並指控她的男友、洛杉矶警察局警官大衛·麥克是這起搶劫案的主謀。麥克被判入獄十四年三個月。他從未透露這筆錢的下落，並且在監獄中向其他囚犯吹噓說，他在出獄時會成為百萬富翁。2010年5月14日，麥克獲釋出獄。

### 兰伯特分局毆打事件
1998年2月26日，兰伯特分局CRASH警官布萊恩·休伊特將18街幫派成員伊斯梅爾·希門尼斯帶到兰伯特分局進行審訊。根據CRASH警官拉斐爾·佩雷斯的錄音證詞，休伊特在審訊過程中喜歡毆打嫌犯。在審訊過程中，休伊特對被銬住的希門尼斯進行了胸部和腹部的毆打，直到他吐血為止。
在被釋放後，希門尼斯前往急診室，並告訴醫生他在拘留期間被休伊特和他的搭檔丹尼爾·盧揚毆打。經過調查，休伊特被洛杉磯警察局解僱。希門尼斯獲得了與洛杉磯市的民事和解金23.1萬美元。休伊特因為販毒和共謀謀殺而服刑，後來被釋放。

### 成立調查特別小組
1998年3月27日，洛杉磯警察局發現證物室內少了8磅（3.63）的可卡因。一週內，偵探將調查重點集中在警官拉斐爾·佩雷斯身上。由於CRASH單位的警官被發現參與離職後在死囚唱片工作、搶劫銀行和偷竊可卡因，警察局長伯納德·C·帕克斯於1998年5月成立了一個內部調查特別小組。
這個特別小組，後來被命名為兰伯特貪污調查特別小組，主要負責起訴佩雷斯。對警局證物室的審計顯示，另一磅的可卡因也失蹤了，而這些可卡因是佩雷斯在之前的逮捕行動中登記的。調查人員推測，佩雷斯可能是為了報復利加在一年前槍擊蓋恩斯而偷竊了這些可卡因。

### 佩雷斯被捕
拉斐爾·佩雷斯在當時是洛杉磯警察局的一名九年資深警官，他於1998年8月25日因未經授權提取和盜竊證物室內的6磅（2.72）可卡因而被捕。這些可卡因在街頭估計價值80萬美元，或批發價12萬美元。雖然佩雷斯在簽收毒品時使用了假名，但他的簽名卻與其本人筆跡完全相符。
在被捕時，佩雷斯據稱問道：「這是關於那起銀行搶劫案嗎？」他後來否認對大衛·麥克的銀行搶劫案有任何了解，並且從未在麥克的案件中作證。調查人員後來發現另外十一起可疑的可卡因轉移事件。佩雷斯最終承認他曾從證物室提取可卡因，並用鬆餅粉取代。
1999年9月8日，在一次審判無效後，佩雷斯同意與調查人員達成協議。他對盜竊可卡因的指控表示認罪，換取提供兩起「不當」槍擊事件及三名其他CRASH警官參與非法活動的情報。根據這項協議，佩雷斯獲得五年監禁的刑期，以及除了謀殺以外的所有不當行為的豁免權。
在接下來的九個月中，佩雷斯與調查人員見面超過50次，並提供了超過4000頁的宣誓證詞。佩雷斯的證詞指控大約70名警官有不當行為，但最終只有12名警官被停職或被迫辭職。